# Mercedes-Benz 300 (Types 186/189)
La Mercedes-Benz 300 (Types 186/189) est une série de véhicules haut de gamme du constructeur automobile allemand Mercedes-Benz. Elle fut produite de novembre 1951 à juillet 1962 et a reçu quatre restylages, en 1954, 1955, fin 1956 et 1957. Le constructeur a principalement fabriqué ce modèle en deux carrosseries différentes : en berline tricorps ainsi qu'en coupé quatre portes. Une version break a également été proposée en 1957 par le carrossier Binz.
La Mercedes-Benz 300 a été présentée avec la 220 (Type 187) de gamme inférieur en avril 1951 au salon de l'automobile de Francfort afin de remplacer la vieillissante 320 (Type 142) datant d'avant la Seconde Guerre mondiale. 
La 300 a été la première voiture présidentielle allemande après la guerre. Après que le premier chancelier allemand, Konrad Adenauer, ait décidé d'utiliser ce véhicule comme voiture de société, le nom « Mercedes Adenauer » est devenu courant pour cette voiture. Jusqu'à l'introduction de la Mercedes-Benz 600 en 1964, les 300 Types 186 et 189, étaient « les » berlines d'État allemande par excellence. De nombreux chefs d’État étrangers ont également acheté la 300, qui était à l’époque le plus gros véhicule de série de la production allemande.

## Historique

### Présentation et lancement
Daimler-Benz AG a présenté sa nouvelle voiture de luxe avec un moteur six cylindres en ligne en avril 1951 lors du 34e Salon de l'Automobile de Francfort-sur-le-Main. Le dérivé deux portes, la Mercedes-Benz 300 S (W 188), suivit en octobre 1951 au Mondial de l'Automobile de Paris.

### Voiture présidentielle
La 300 a été la première voiture présidentielle allemande après la guerre. Après que le premier chancelier allemand, Konrad Adenauer, ait décidé d'utiliser ce véhicule comme voiture de société.
Jusqu'à l'introduction de la Mercedes-Benz 600 (W 100) en 1964, la W 186 et sa successeur, la W 189, était « la » berline d'État allemande par excellence, qui était également utilisée par plusieurs chefs d'État dans d'autres pays. De même, de nombreuses personnalités éminentes étaient propriétaires d'une Mercedes-Benz 300,.

### Arrêt
La W 186 a été remplacée en 1957 par la W 189 améliorée qui a en grande partie la même carrosserie.

## Types

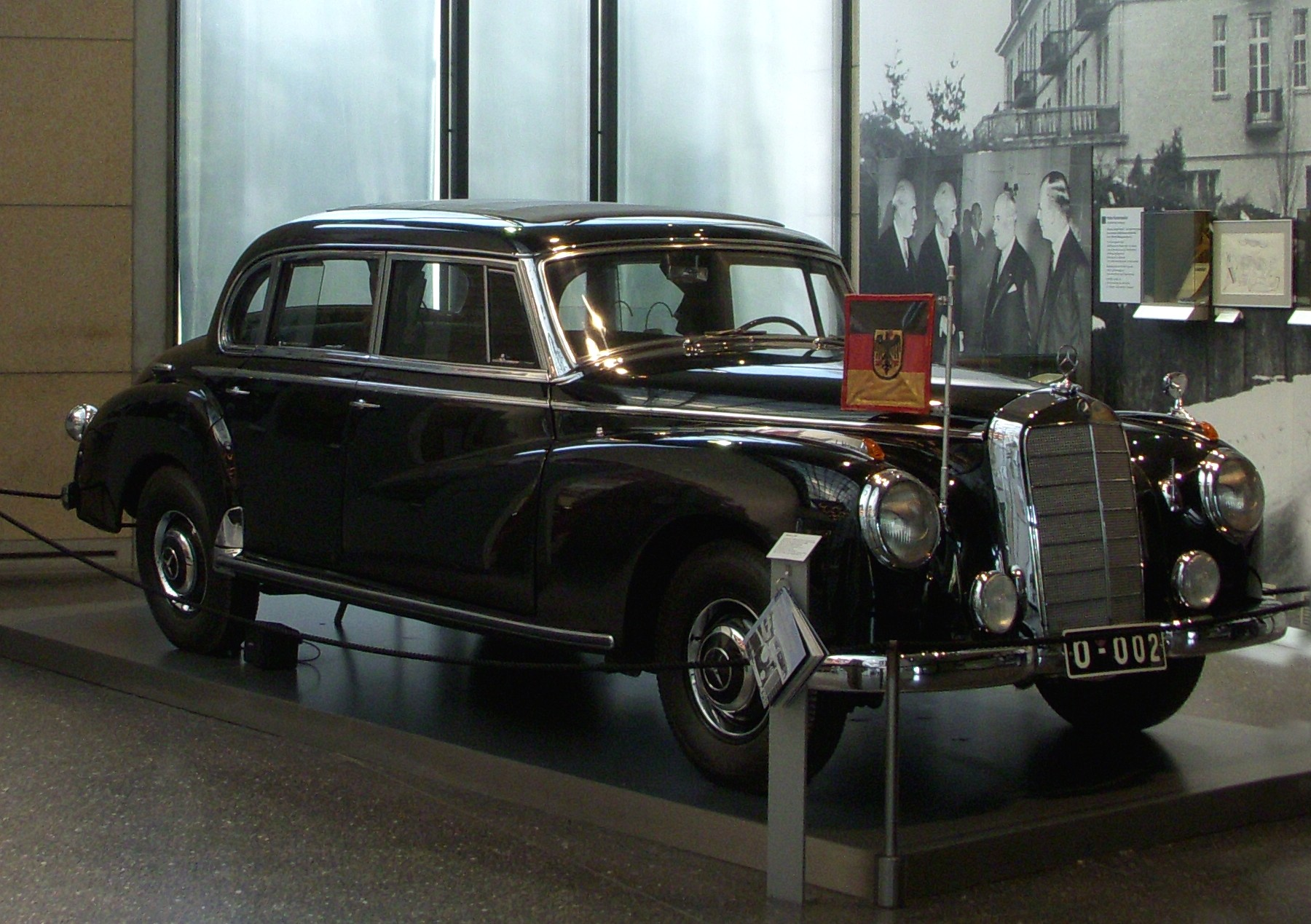
La voiture de fonction de Konrad Adenauer, qui a été livrée à la Chancellerie fédérale en 1951, se trouve maintenant dans la Maison de l'Histoire de la République fédérale d'Allemagne à Bonn.

Il y avait les types 300 (W 186 II), 300 b (W 186 III) et 300 c (W 186 IV) les uns après les autres.

### Type 300/300 cabriolet D
La Mercedes 300 introduite en novembre 1951 avait les caractéristiques de conception de la W 159, qui, en raison de la guerre, n'a pas dépassé le stade de prototype. Le cadre tubulaire ovale en forme de X utilisé pour la Mercedes 230 a également été utilisé ici. La carrosserie montée sur châssis avec un empattement de 3 050 mm reprend les éléments de conception de la W 159 sous une forme modernisée. La 300 était propulsée par un moteur six cylindres de 3 litres et d'une puissance de 85 kW (115 ch) avec deux carburateurs. La conception de ce moteur était basée sur l'unité M 159 d'avant-guerre, une conception avec une cylindrée de 2,6 litres et des soupapes en tête (moteur à soupapes en tête). Dans la type 300, en plus de l'augmentation de la cylindrée, l'arbre à cames a été déplacé vers la culasse (arbre à cames en tête). La puissance était transmise par une boîte de vitesses à quatre rapports entièrement synchronisée, avec laquelle une vitesse de pointe d'environ 160 km/h était atteinte, une valeur impressionnante à l'époque.
Le train de roulement correspondait conceptuellement à celui des types 170 S et 220, mais il était adapté au poids et aux performances de conduite plus élevés de la 300. Avec une charge lourde, la suspension à barre de torsion commutable électriquement compensait le nivellement des roues arrière. Un toit ouvrant ou un toit pliant était également disponible. Une particularité technique de toute la gamme 300 était le système de graissage centralisé, qui rendait superflus les graisseurs courants à l'époque. Ce qui autrefois nécessitait une visite à l'atelier pouvait désormais être effectué par le conducteur sans s'arrêter en appuyant sur un tampon en haut à gauche à côté des pédales. Un voyant blanc, qui s'allumait tous les 100 km, rappelait au conducteur d'effectuer régulièrement cette opération, nécessaire à la sécurité de fonctionnement.

### Type 300 b/300 b cabriolet D
En mars 1954, le véhicule est révisé. Les freins ont été améliorés avec des patins de frein plus larges et avec ce qui était alors connu sous le nom de servofrein. Cela a fait de la Mercedes 300 b, avec la 300 SL, la première voiture avec un servofrein. La puissance du moteur a été augmentée à 92 kW (125 ch) et la 300 b a également reçu des fenêtres d'aération à l'avant. Les autres caractéristiques de conception comprenaient des goujons de protection chromés sur les ailes arrière et des protections sur les pare-chocs avant et arrière.

### Type 300 c/300 c cabriolet D/300 c avec empattement allongé
En novembre 1955, une autre révision a agrandi la lunette arrière. De plus, des pneus plus larges ont été utilisés. Une autre innovation technique est ce que l'on appelle l'essieu oscillant à simple articulation. Pour la première fois, la 300 c était également disponible avec une boîte automatique moyennant un supplément de 1 500 Deutsche Mark. Elle était construite en tant que berline avec un prix de base de 22 000 Deutsche Mark et en tant que cabriolet D avec un prix de base de 24 700 Deutsche Mark. Cabriolet D signifie que le véhicule a quatre portes avec quatre vitres latérales associées. Il y a de la place pour cinq à six personnes. Le levier de vitesse au volant (plus tard également le levier sélecteur de la transmission automatique) permet jusqu'à trois personnes de s'asseoir à l'avant. Pour en revenir à une demande du chancelier Adenauer, une version allongée de la 300 c a été réalisée. La nouvelle voiture d'Adenauer avait une paroi centrale en plus d'un empattement plus long de 100 mm.
En novembre 1957, la 300 d (W 189) légèrement plus grande et plus puissante remplace la 300 c.

### W 189

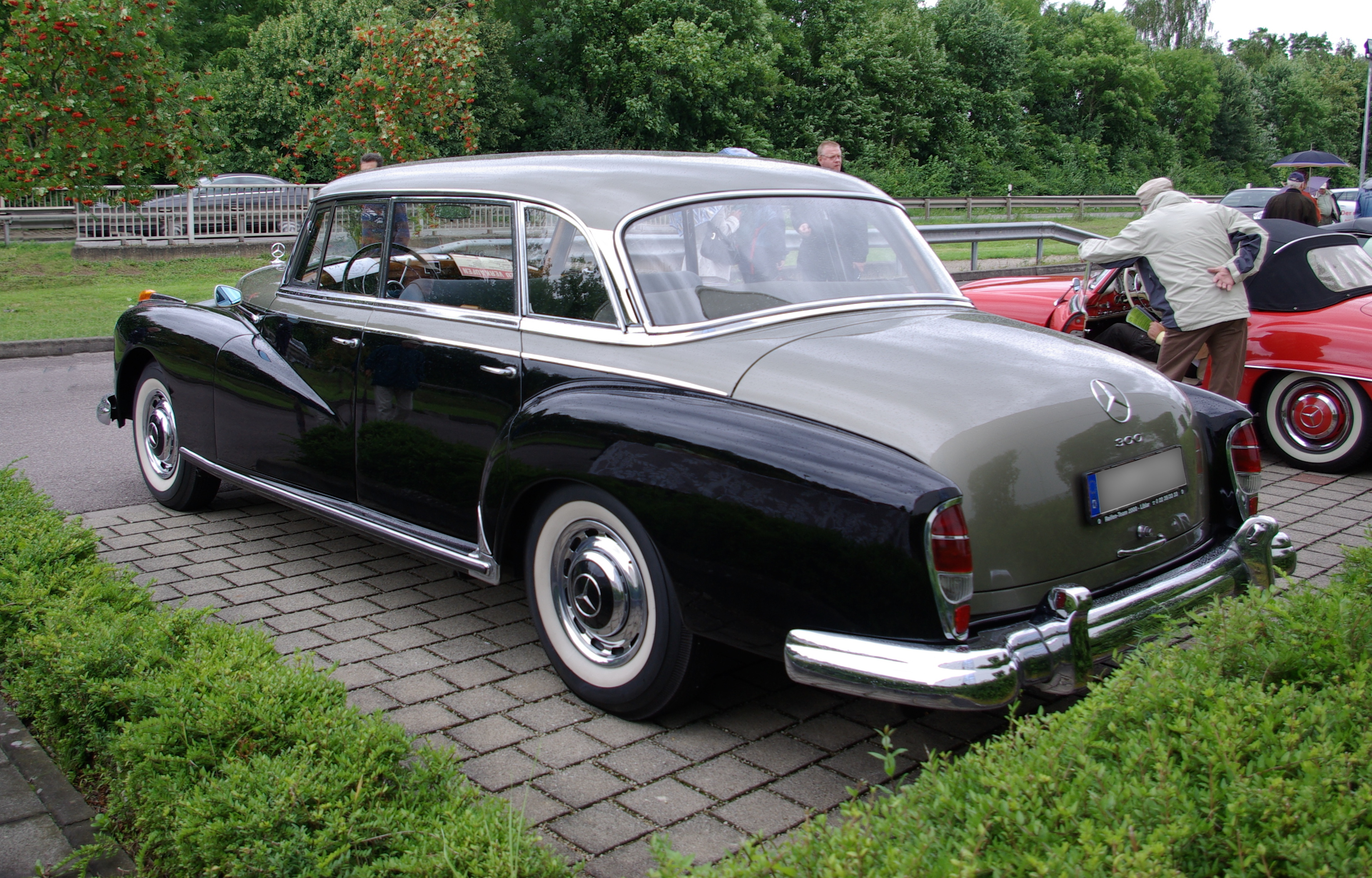
Mercedes-Benz 300 d (1959)

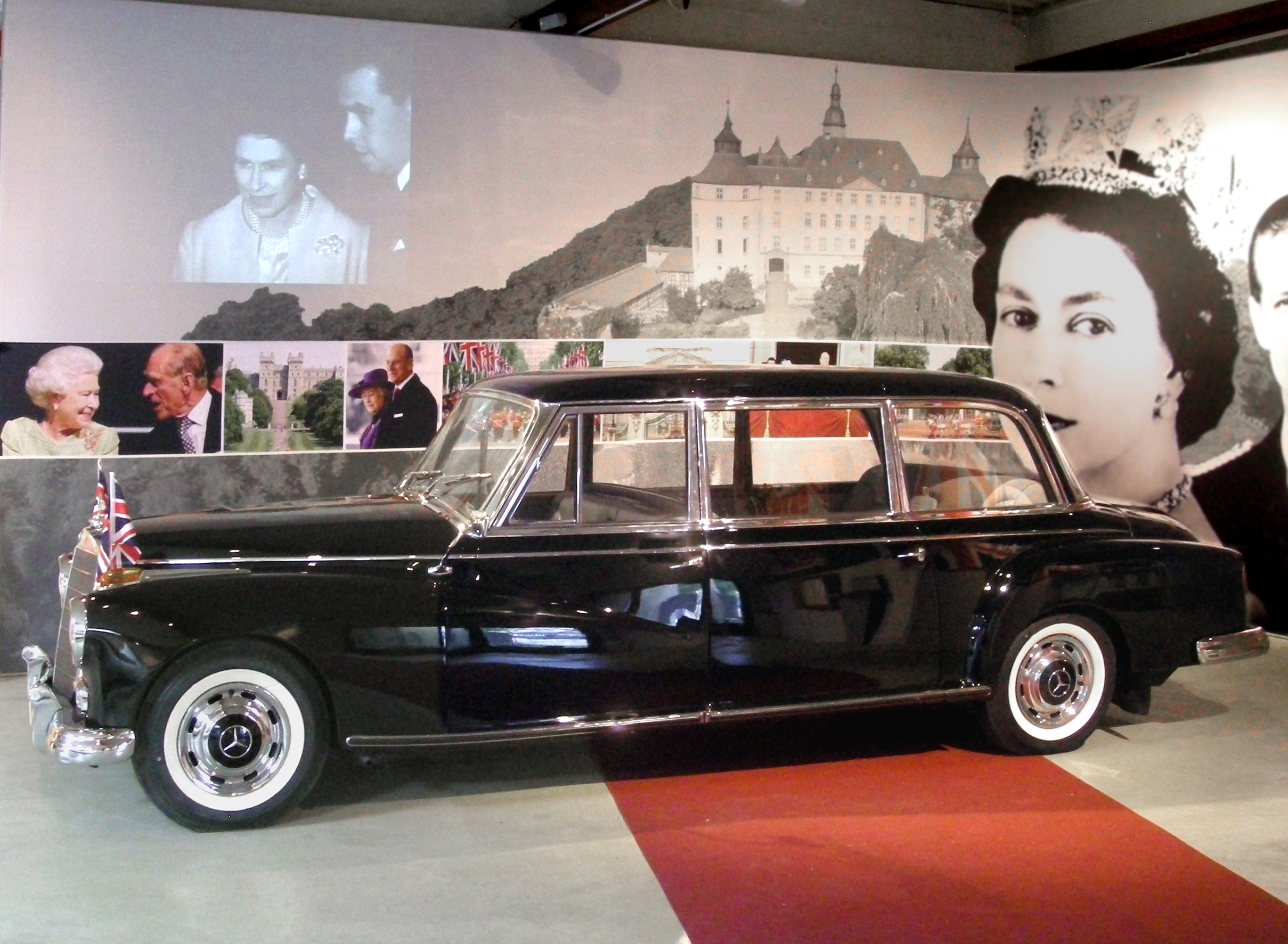
300 d Pullman au musée de l’automobile du Château de Langenbourg

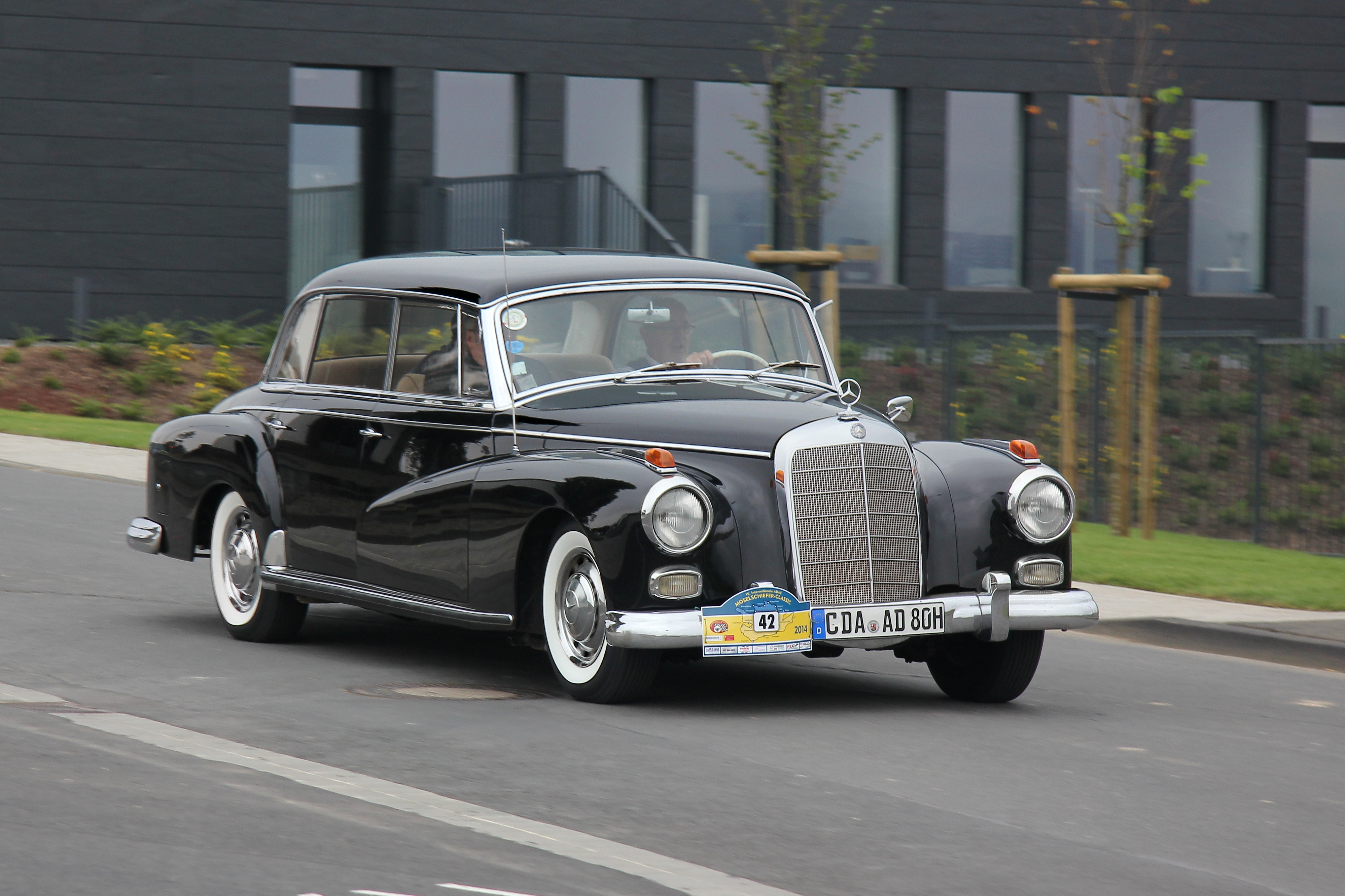
Mercedes-Benz 300 d lors d’un rallye de voitures classiques en 2014

La W 189 est introduite à partir de l'été 1957 et dispose d'une carrosserie similaire mais modernisée et des innovations techniques plus avancée. Elle est produite de novembre 1957 à mars 1962; avec 3 073 berlines, 1 châssis, 65 cabriolets D (de juillet 1958 à février 1962), 1 limousine Pullman et 2 landaulets Pullman.
La 300 d (W 189) a rompu avec la vitre latérale arrière arrondie distinctive de la précédente gamme 300 "Adenauer", ce qui a conduit la dernière vitre latérale à avoir un angle par rapport à la ceinture de caisse. Avec cette voiture, les vitres latérales pouvaient être complètement abaissées et la dernière vitre latérale pouvait être retirée. L’absence de montants latéraux a donné naissance au nouveau concept de limousine à toit rigide pour l’Allemagne, qui a également été proposé aux États-Unis, le plus grand marché de vente. Au lieu de l’anglicisme, Daimler-Benz a utilisé à plusieurs reprises le terme "Vollsichtkarosserie" (carrosserie entièrement vitrées) en Allemagne.
La voiture a été le premier modèle de Mercedes à avoir le moteur M 189 avec injection dans le collecteur d’admission - contrairement à l’injection directe complexe des 300 Sc (W 188) et 300 SL (W 198 - "Papillon"). Alors que les premiers modèles semblaient quelque peu poussifs en raison de leur poids élevé de 1 770 à 1 940 kg et de seulement 85 kW (115 ch) ou 92 kW (125 ch), la 300 d avec le moteur à injection de 118 kW (160 ch) était beaucoup plus agile. D’autres innovations techniques moyennant un supplément étaient la direction assistée, les vitres électriques, les sièges orthopédiques, la climatisation (qui a été installée pour la première fois dans une voiture Mercedes-Benz dans la 300 d et qui coûtait 3 500 Deutsche Mark) et le premier toit ouvrant en acier de Webasto. La 300 d était également disponible en cabriolet pour un prix supplémentaire considérable de 8 500 Deutsche Mark. Le prix de base était désormais de 27 000 Deutsche Mark. Cette somme correspond aujourd’hui à environ 68 000 euros.
Trois W 189, allongées de 5,19 m à 5,64 m, ont été produites en tant que limousine Pullman et landaulets Pullman. La limousine, immatriculée S-LR 134, et un landaulet sont restés la propriété de l’usine en tant que véhicules de location; un landaulet a été livré au Vatican en tant que "papamobile" pour le pape Jean XXIII.

## Galerie

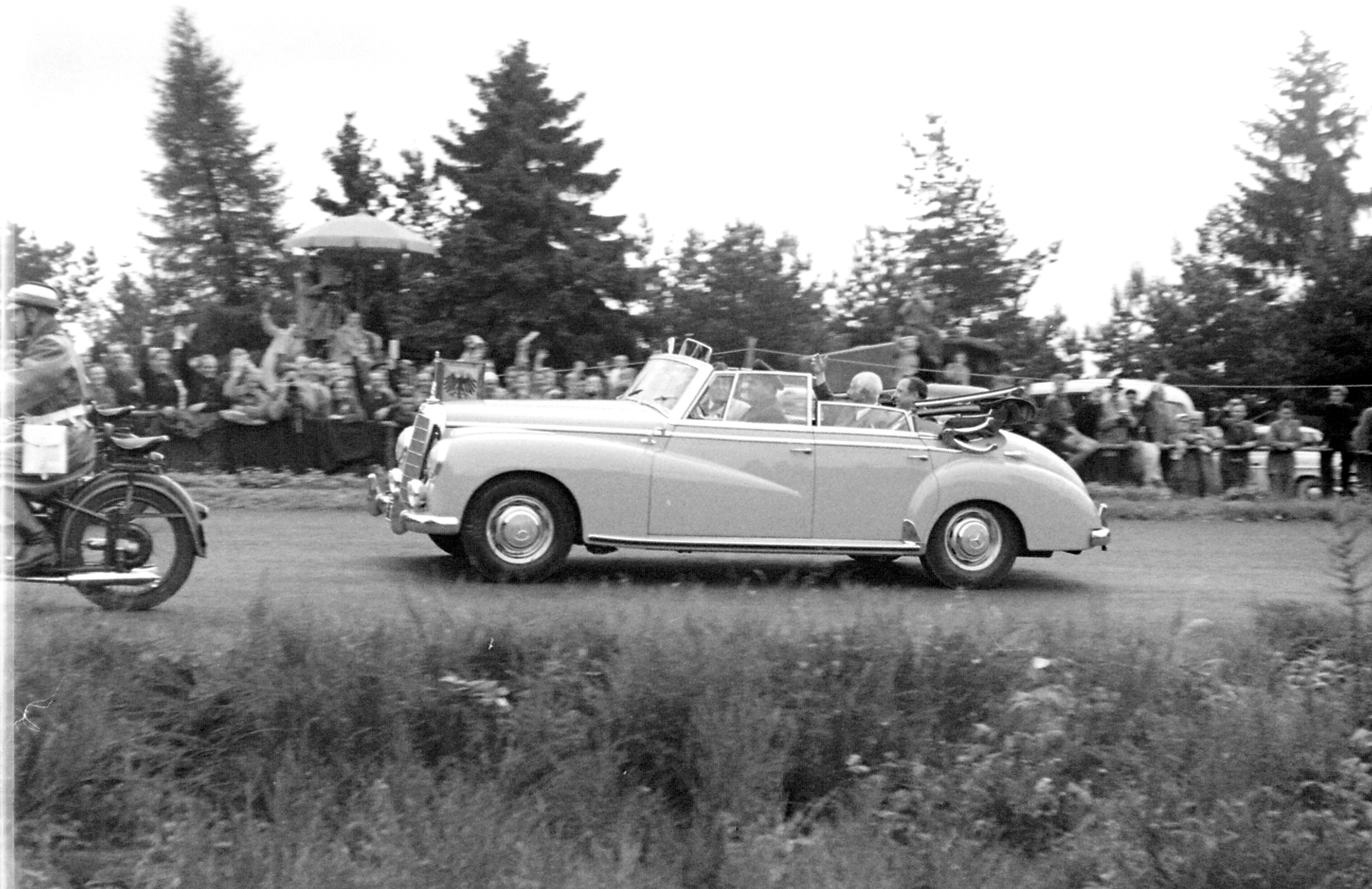
Le président fédéral Theodor Heuss dans une 300 b cabriolet D.
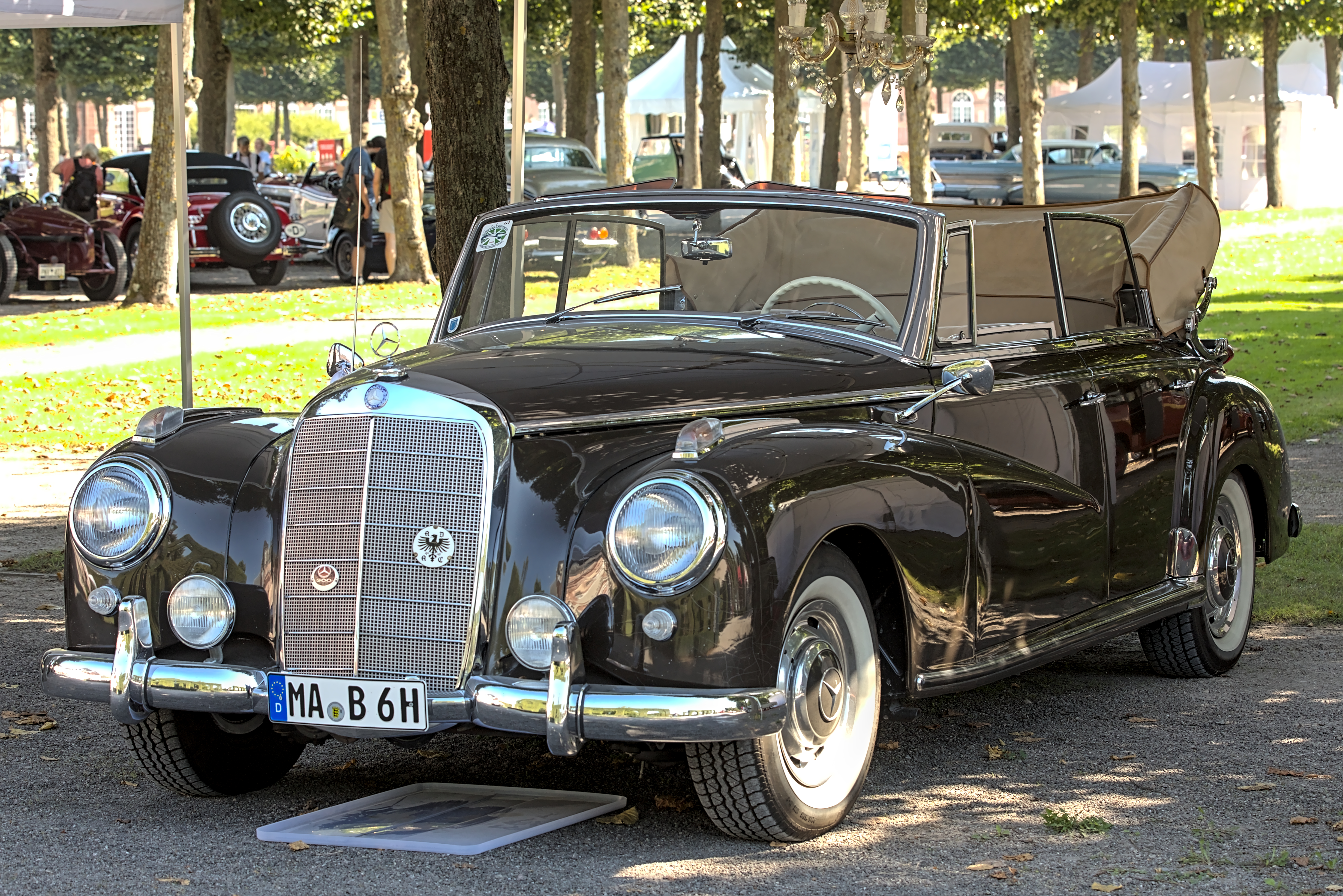
300 b Cabriolet D (1954).
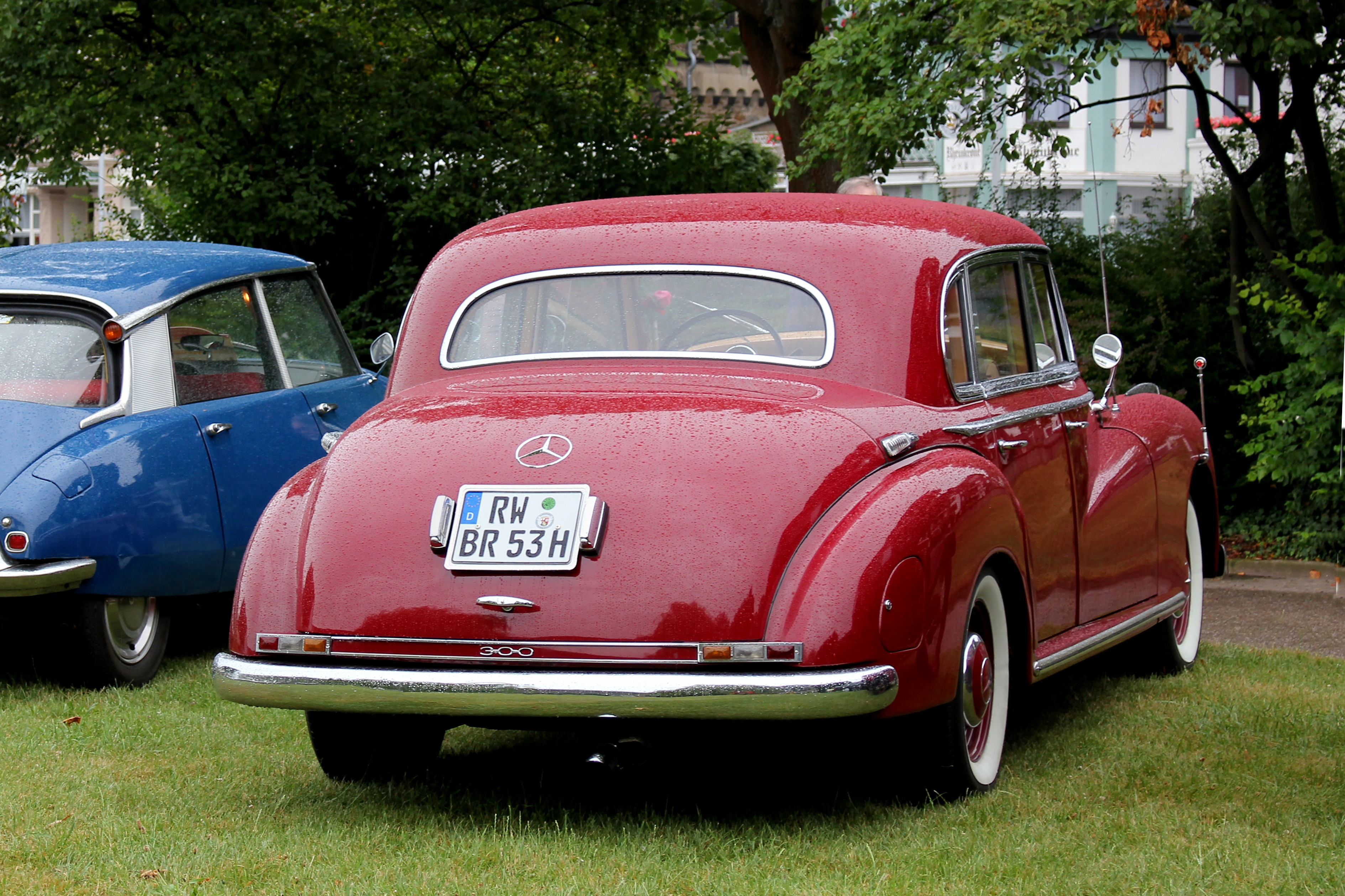
W 186, vue arrière (1953).
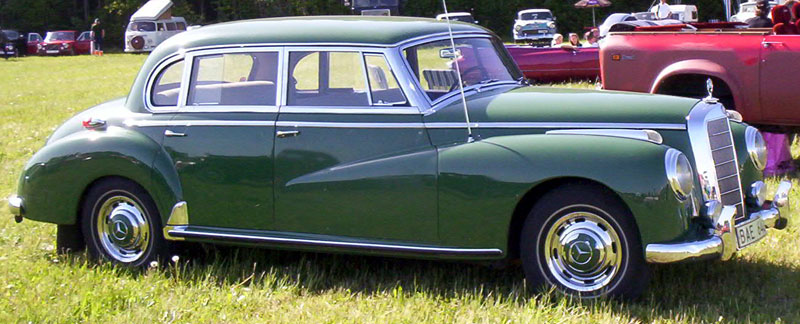
Berline, vue de côté.
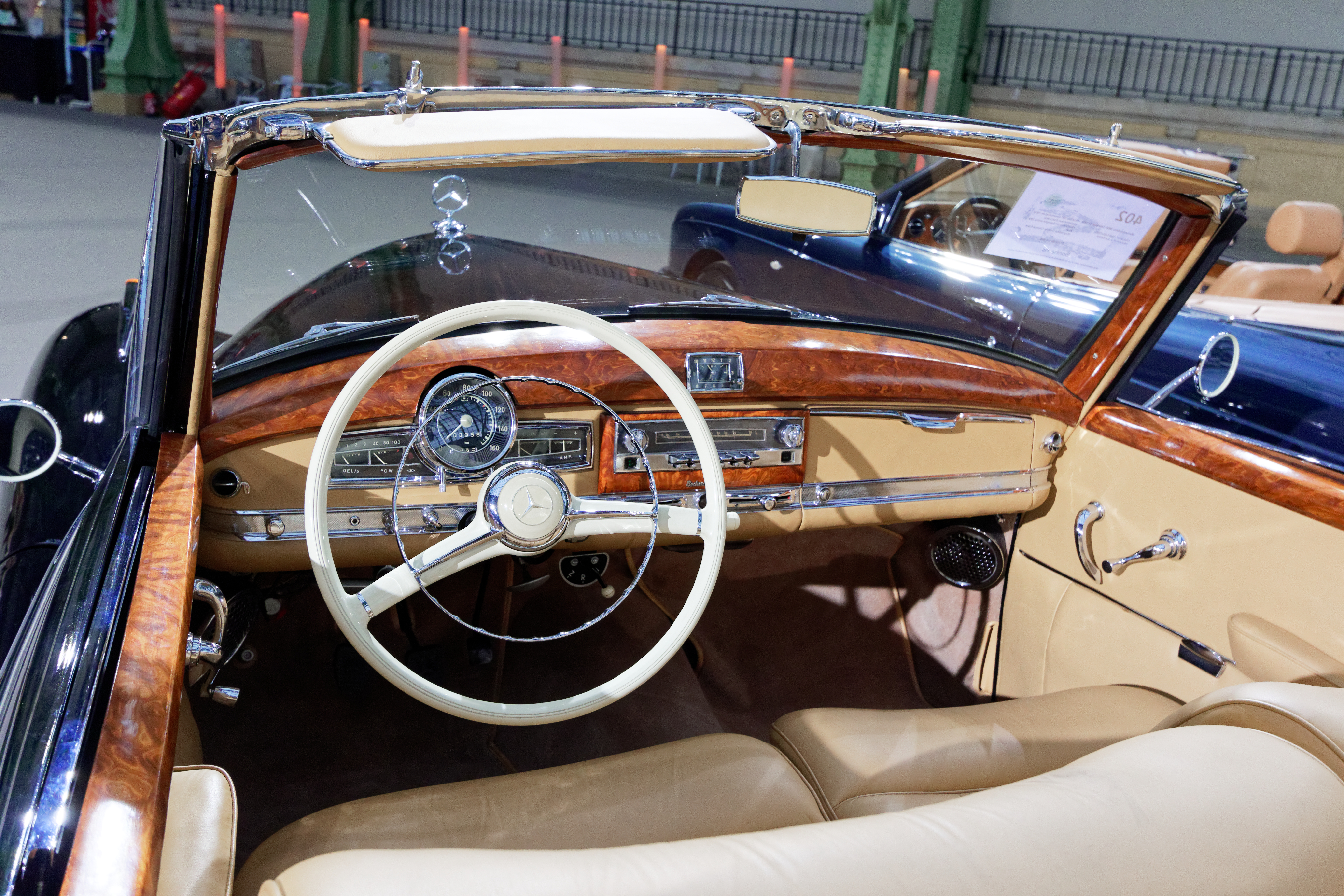
Intérieur d'une 300 b cabriolet D (1953).
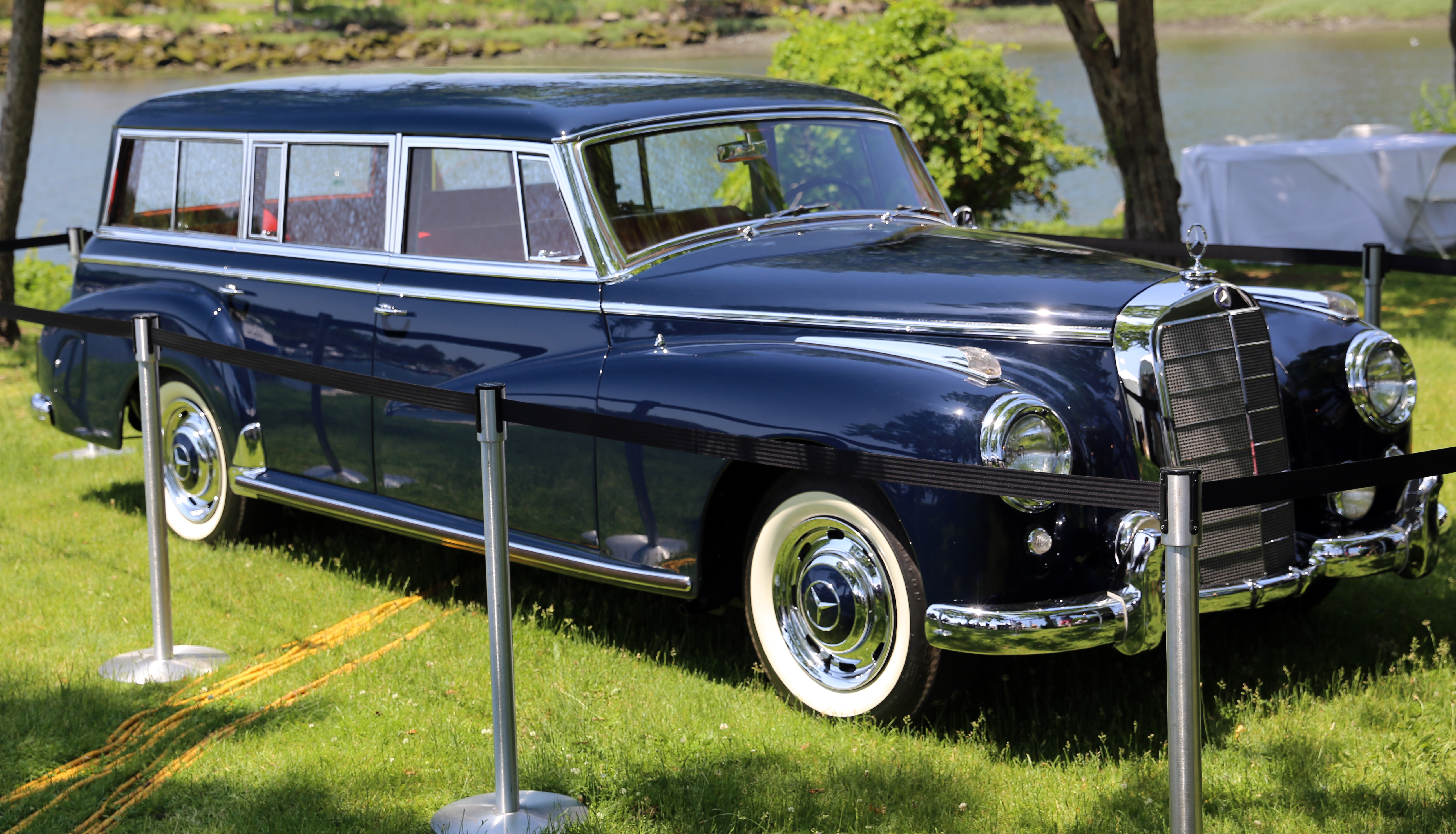
300 c avec carrosserie Binz (1957).